# Diecéze langreská
Diecéze Langres (lat. Dioecesis Lingonensis, franc. Diocèse de Langres) je francouzská římskokatolická diecéze, založená ve 3. století. Leží na území departementu Haute-Marne, jehož hranice přesně kopíruje. Sídlo biskupství a katedrála Saint-Mammès de Langres se nachází ve městě Langres. Diecéze je součástí remešská církevní provincie.
Od 21. ledna 2014 je diecézním biskupem Mons. Joseph de Metz-Noblat.

## Historie

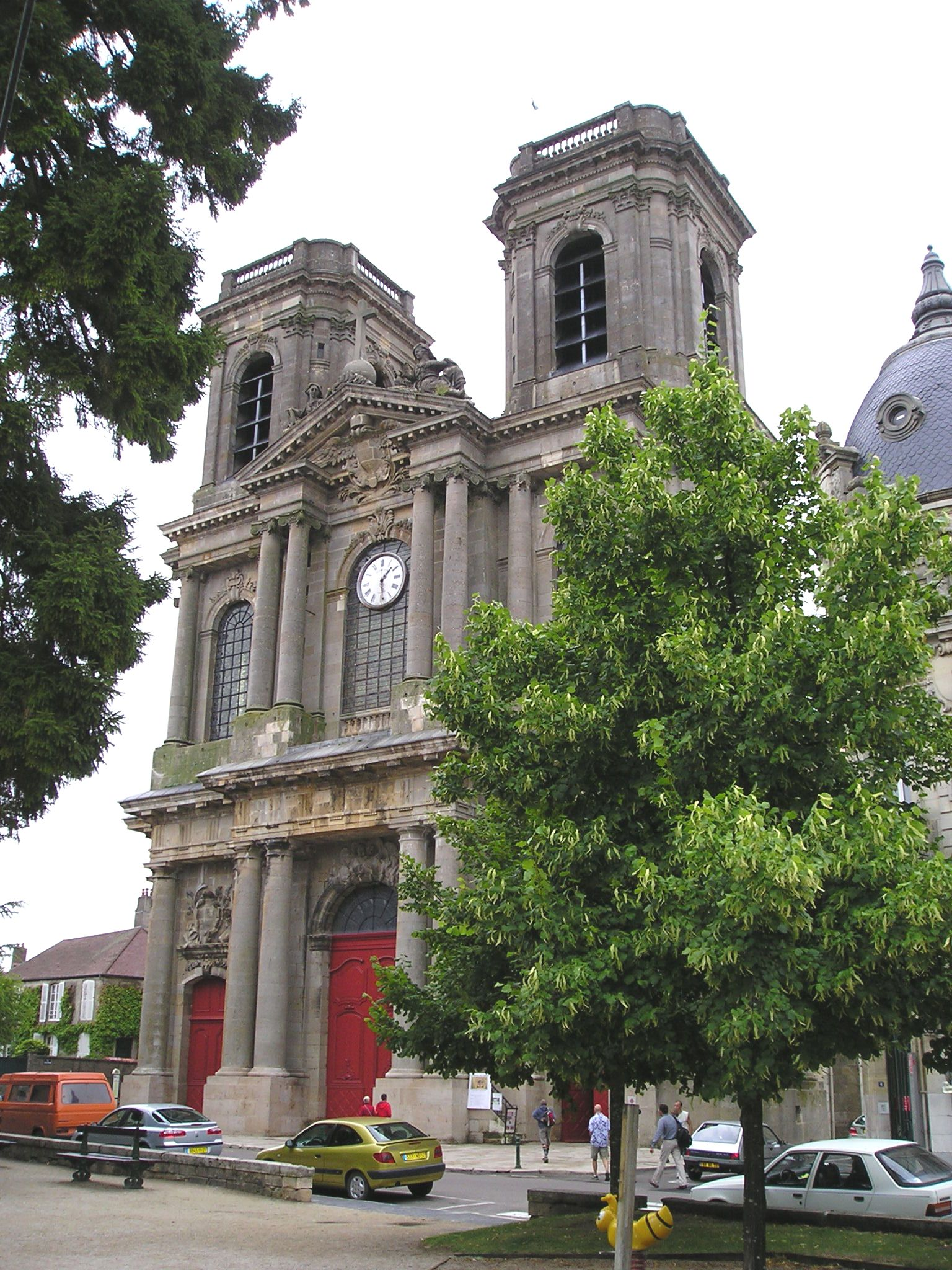
Katedrála Saint-Mammès de Langres

Biskupství bylo v Langres založeno v průběhu 3. století.
V důsledku konkordátu z roku 1801 bylo 29. listopadu 1801 bulou papeže Pia VII. Qui Christi Domini zrušeno velké množství francouzských diecézí, mezi nimi také diecéze Langres; její území bylo zčásti včleněno do diecéze Troyes a dijonské diecéze (dnes arcidiecéze). K obnovení diecéze došlo 6. října 1822 bulou Paternae charitatis. Biskup langreský byl pairem.
Od 8. prosince 2002 je diecéze Langres sufragánem remešské arcidiecéze; do té doby byla sufragánní diecézí lyonské arcidiecéze.